# De Vijf en de geheime doorgang
De Vijf en de geheime doorgang is het tweede deel uit de De Vijf-boekenreeks. Het boek werd in 1943 geschreven door Enid Blyton onder de titel Five go adventuring again.
Het boek werd voor Nederland bewerkt door W.A. Fick-Lugten en uitgegeven door H.J.W. Becht, met illustraties van Jean Sidobre. Begin 2000 werd het boek opnieuw uitgegeven in een vertaling van J.H. Gever en voorzien van illustraties door Julius Ros.

## Verhaal
Julian, Dick en Annie logeren in de kerstvakantie bij hun nicht George op Kirrin-Cottage. Oom Quentin is niet tevreden over de cijfers van Julian, Dick en George en neemt een huisonderwijzer aan. Meneer Roland, de onderwijzer, kan absoluut niet opschieten met Tim, de hond van George. Hij krijgt daarover uiteraard ruzie met George. Meneer Roland blijkt erg geïnteresseerd in de oude Kirrin-boerderij. De Vijf vinden in de boerderij een raadselachtige plattegrond met aanwijzingen over een geheime gang...